# Gerald Joseph Yorke
Gerald Joseph Yorke (* 10. Dezember 1901 in Tewkesbury; † 29. April 1983 ebenda) war ein britischer Schriftsteller.

## Leben

### Familie und Karriere
Yorke war der zweite Sohn von Vincent Wodehouse Yorke und Maud Evelyn Wyndham. 1937 heiratete er Angela Vivien Duncan, sie hatten drei Kinder: John Sarne, Vincent James und Michael Piers. Er besuchte das Eton College und dann das Trinity College, Cambridge University, wo er einen Bachelor of Arts erwarb. Er trat der Territorialarmee bei und wurde 1922 in der 21st (Gloucestershire Hussars) Armoured Car Company des Royal Tank Corps eingesetzt, später erhielt er den Rang eines Major.

### China
In den 1930er Jahren war er für 2 Jahre in China und dort Korrespondent für Reuters. Seine Reisen mit seinem Diener Li gingen oft durch Gebiete, welche von Räubern heimgesucht wurden, und waren Teil seines Buches China Changes. Der Abenteurer und Korrespondent von The Times Peter Fleming in his one's Company kommentiert seine Reise. Zurück in Großbritannien in Forthampton war Yorke der persönliche Vertreter des Westens des dreizehnten Dalai Lama Thubten Gyatsho und schrieb das Vorwort zu einem geheimen Buch über die Kalachakra-Initiation.

### Aleister Crowley
Yorke war Mitglied der A∴A∴, einem magischen Orden, welcher von Aleister Crowley gegründet wurde, und trug den Namen Frater Volo Intelligere. Er sammelte eine große Anzahl crowleyscher Erstausgaben, Handschriften und Dokumente und schenkte diese Sammlung später der Bibliothek Warburg, die sie bis heute verwahrt. Gegen Ende von Crowleys Leben war er als sein Hauptschüler bekannt.

## Werke
- China Changes, C. Scribnerʼs Sons (1936)
- The Great Beast: the life of Aleister Crowley, John Symonds und Gerald Yorke, Third Impression (1951)
- Church of St. Mary the Virgin, Forthampton (1975)
- Bibliography of the Works of Aleister Crowley, Black Lodge Publishing (1991)
- Aleister Crowley, the Golden Dawn and Buddhism, Teitan Press (2011) ISBN 978-0933429239